# لورا رييس
لورا رييس (بالإنجليزية: Laura Ries)‏ هي كاتِبة أمريكية، ولدت في 1950.